# Hósvík
Hósvík (dánul: Thorsvig) település Feröer Streymoy nevű szigetének keleti partján, egy öböl mentén. 337 fő (2020) lakosa van; közigazgatásilag Sundini községhez tartozik. Korábban Thórsvíknak nevezték, mivel úgy vélik, hogy a falu alapítóját Tórhallurnak hívták.

## Földrajz
A település a sziget keleti partján, egy öböl mellett fekszik

## Történelem
Első írásos említése 1584-ből származik.
Betonból épült temploma 1929-ből származik.
A jelenlegi Sundini község elődjének az az önkormányzati együttműködés tekinthető, ami az akkori Sundini község mellett Hósvík, Hvalvík és Haldarsvík községekre terjedt ki. 2003-ban született döntés az egyesülésről, amelyhez a fentieken kívül Gjógv és Saksun községek is csatlakoztak, így alakult meg 2005. január 1-jén az új Sundini község.

## Népesség
| Év          | Lakosság |
| ----------- | -------- |
| 1986.01.01. | 248      |
| 1991.01.01. | 254      |
| 1996.01.01. | 225      |
| 2001.01.01. | 243      |
| 2006.01.01. | 304      |

## Gazdaság
Itt van a székhelye a Thor hajózási társaságnak.
Ugyancsak Hósvíkban működik a Krás nevű élelmiszeripari vállalkozás, amely Feröer legtöbb boltjába élelmiszert szállít.

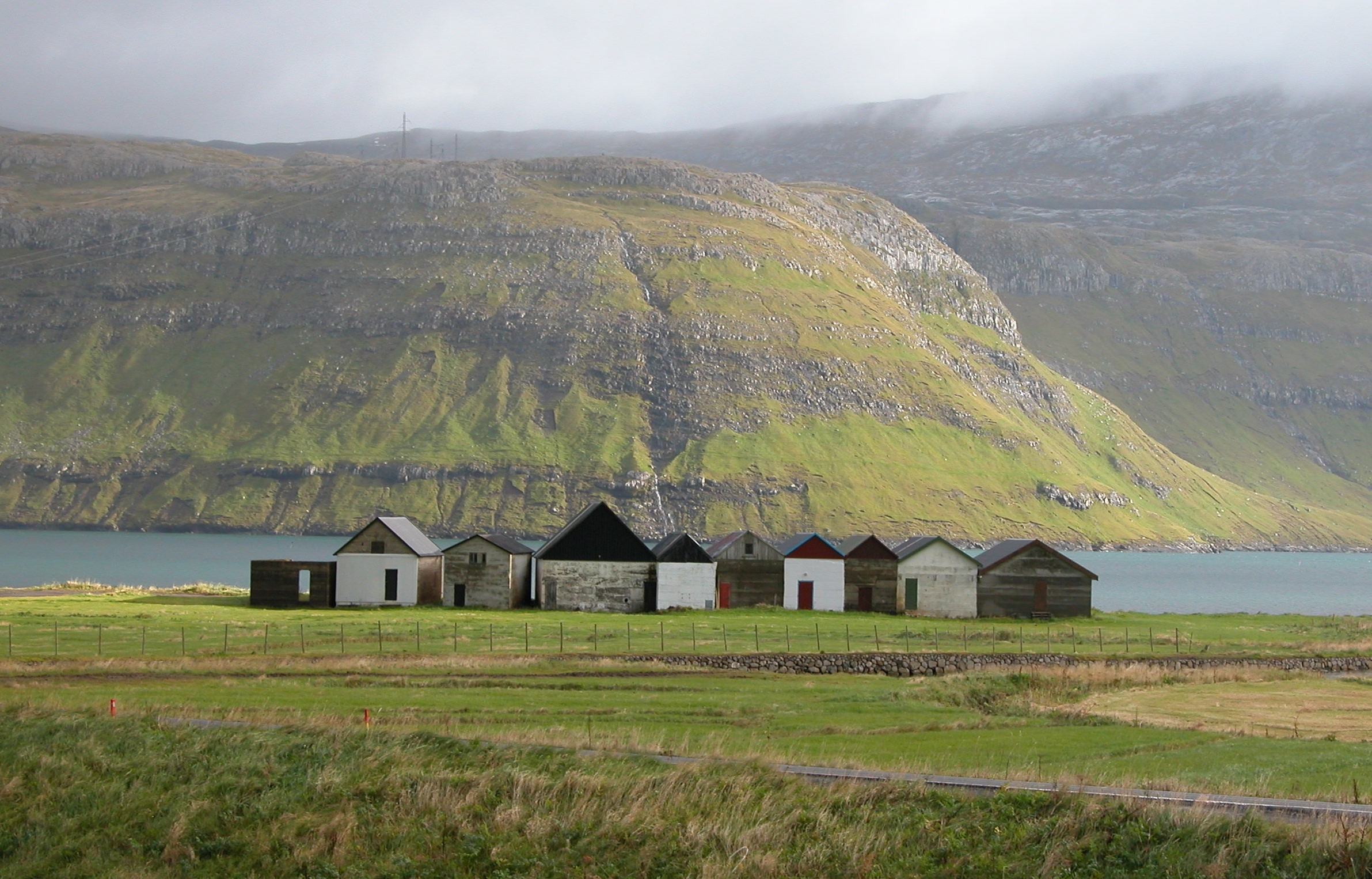
Csónakházak

## Közlekedés
1979-ig, a Streymin-híd megépültéig itt kötött ki az eysturoyi Selatrað felé közlekedő komp. A települést érinti a 400-as buszjárat.